# Сан Микеле ди Серино
Сан Микеле ди Серино (итал. San Michele di Serino) је насеље у Италији у округу Авелино, региону Кампанија.
Према процени из 2011. у насељу је живело 1305 становника. Насеље се налази на надморској висини од 355 м.

## Становништво
Према резултатима пописа становништва 2011. у општини је живело 2.591 становника.
| 1931. | 1936. | 1951. | 1961. | 1971. | 1981. | 1991. | 2001. | 2011. |
| ----- | ----- | ----- | ----- | ----- | ----- | ----- | ----- | ----- |
| 1.671 | 1.847 | 1.990 | 1.777 | 1.633 | 1.617 | 2.028 | 2.399 | 2.591 |